# Bor, Värnamo kommun
Bor (uttalas som "bår") är en tätort i Värnamo kommun i Jönköpings län.
Bor, som  uppstod som stationssamhälle, ligger 11 kilometer sydost om Värnamo, längs med Kust till kust-banan och riksväg 27 mellan Göteborg och Karlskrona.

## Namnet
Ortens namn syftar på båtbärarna som bar båtar fram och tillbaka mellan sjöarna Hindsen och Flåren. Ett slags uppmärksammande av detta finns i form av skulpturen "Båtbärarna" av Thomas Qvarsebo placerad längs Värnamovägen i centrala Bor.

## Befolkningsutveckling
| Befolkningsutvecklingen i Bor, Värnamo kommun 1960–2020 | Befolkningsutvecklingen i Bor, Värnamo kommun 1960–2020 | Befolkningsutvecklingen i Bor, Värnamo kommun 1960–2020 | Befolkningsutvecklingen i Bor, Värnamo kommun 1960–2020 | Befolkningsutvecklingen i Bor, Värnamo kommun 1960–2020 |
| ------------------------------------------------------- | ------------------------------------------------------- | ------------------------------------------------------- | ------------------------------------------------------- | ------------------------------------------------------- |
|                                                         |                                                         |                                                         |                                                         |                                                         |
| År                                                      |                                                         |                                                         | Folkmängd                                               | Areal (ha)                                              |
| 1960                                                    | 1960                                                    |                                                         | 576                                                     |                                                         |
| 1965                                                    | 1965                                                    |                                                         | 699                                                     |                                                         |
| 1970                                                    | 1970                                                    |                                                         | 872                                                     |                                                         |
| 1975                                                    | 1975                                                    |                                                         | 1 059                                                   |                                                         |
| 1980                                                    | 1980                                                    |                                                         | 1 200                                                   |                                                         |
| 1990                                                    | 1990                                                    |                                                         | 1 473                                                   | 152                                                     |
| 1995                                                    | 1995                                                    |                                                         | 1 399                                                   | 155                                                     |
| 2000                                                    | 2000                                                    |                                                         | 1 380                                                   | 157                                                     |
| 2005                                                    | 2005                                                    |                                                         | 1 333                                                   | 157                                                     |
| 2010                                                    | 2010                                                    |                                                         | 1 256                                                   | 157                                                     |
| 2015                                                    | 2015                                                    |                                                         | 1 263                                                   | 164                                                     |
| 2020                                                    | 2020                                                    |                                                         | 1 304                                                   | 168                                                     |
|                                                         |                                                         |                                                         |                                                         |                                                         |

## Samhället
Viktiga faciliteter i Bor innefattar bland annat förskola, grundskola, högstadieskola, matbutik, restaurang, särskilt boende, järnvägsstation, samt räddningstjänst med deltidsaktivitet. 
De flesta offentliga verksamheter rörande mat finns längs det centrala stråket av Stationsvägen mitt emot stationshuset. Sedan flera år tillbaka finns butikskedjan Coop etablerad här, som 2024 är den enda renodlade matbutiken som finns i orten. Fram till januari 2024 fanns även en second hand-butik längs gatan. Förutom kaféverksamhet med möjlighet till lättare måltider inhyst i det pensionerade stationshuset återfinns också en pizzeria på Stationsvägen.

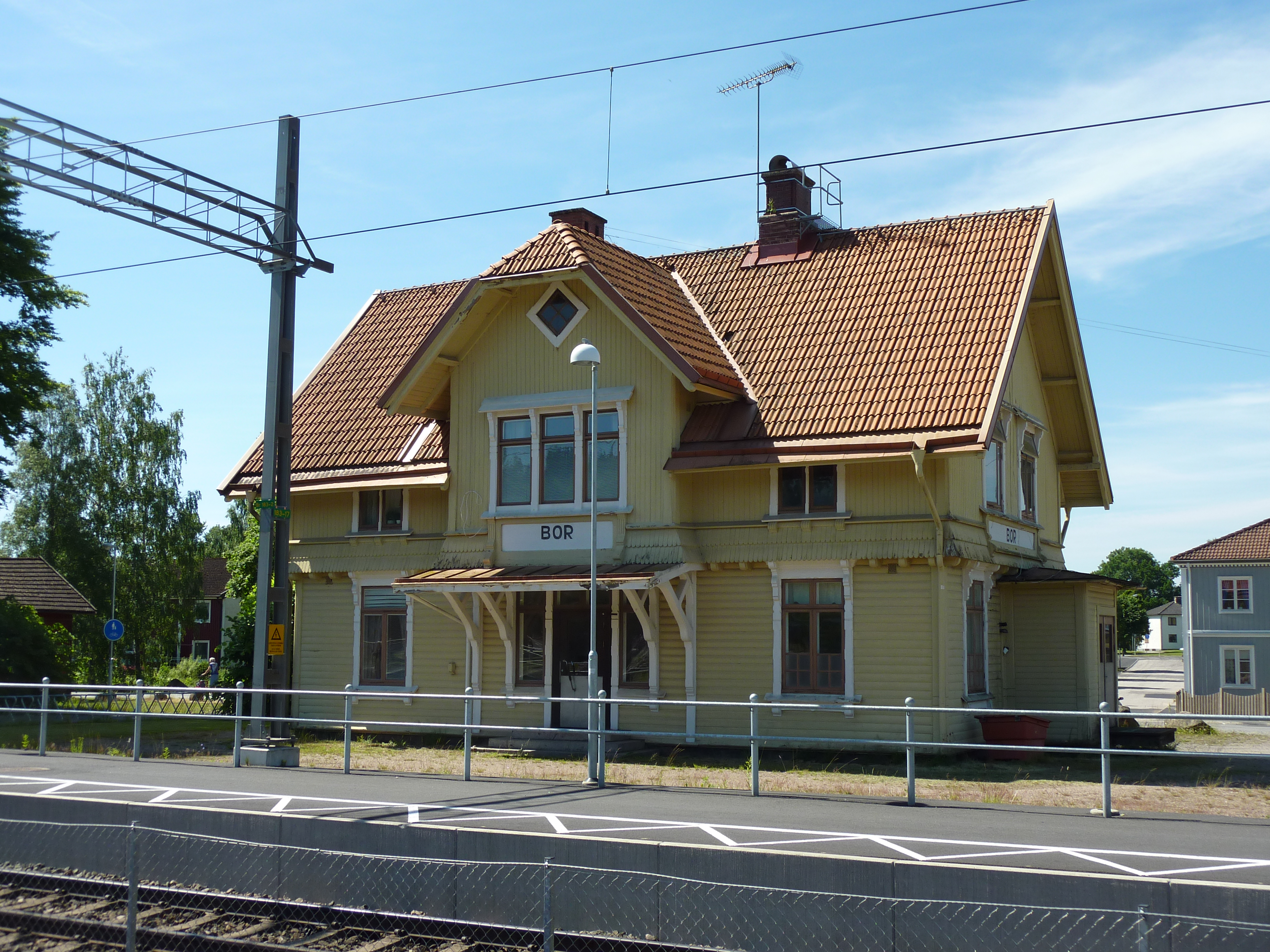
Stationshuset med kaféverksamhet vid Bor station

## Kommunikationer
Kust till kust-banan går genom Bors samhälle och gör uppehåll vid Bor station. Sedan 2008 stannar Krösatågen på linjen (Jönköping-)Värnamo-Växjö i Bor, efter att stationen under många år varit utan persontrafik. SJ:s regionaltåg på sträckan Göteborg-Kalmar gör däremot inte uppehåll i Bor annat än för tågmöte (2013).
Bor är en av få svenska orter med järnvägar av flera spårvidder, då Bor även är den ena ändpunkten för Ohsabanan, en smalspårig (600 mm) museijärnväg med huvudstation i Ohs. Denna järnväg kallar emellertid sin station Bor norra, för att skilja den från den normalspåriga stationen.
Linjebuss 270 Rydaholm-Värnamo gör uppehåll vid ett antal hållplatser i samhället, däribland Bor station varifrån även ersättningstrafik för tåg avgår.

## Personer från orten
John Ljunggren. OS-medaljör i gång.
Freddy Söderberg. Fotbollsspelare som tidigare har spelat i klubbar som IFK Värnamo, Östers IF,  Hammarby IF Fotboll.